# Кастельнуово-делла-Дауния
Кастельнуово-делла-Дауния (итал. Castelnuovo della Daunia) — коммуна в Италии, располагается в регионе Апулия, в провинции Фоджа.
Население составляет 1 365 человек (31-12-2018), плотность населения составляет 22,2 чел./км². Занимает площадь 61,49 км². Почтовый индекс — 71034. Телефонный код — 0881.
Покровителем коммуны почитается Пресвятая Богородица (Santa Maria della Murgia), празднование 15 сентября.

## Демография
Динамика населения:

## Администрация коммуны
- Официальный сайт:

## Примечание
1. ↑  Statistiche demografiche ISTAT. demo.istat.it. Дата обращения: 28 ноября 2019. Архивировано из оригинала 14 января 2018 года.